# Trash Core
Trash Core var den første demo fra dødsmetal-bandet Black Death som blev udgivet i 1987. Samme år ændrede de deres navn til Darkthrone. 

## Sporliste
1. "Black Death's Nuke War"
2. "Into the Darkest Depths"
3. "Another Lousy Meal"
4. "Nickhrist"
5. "Pizzabreath"
6. "Fascist"